# Coucy (Ardenes)
Coucy és un municipi francès situat al departament de les Ardenes i a la regió del Gran Est. L'any 2007 tenia 511 habitants.

## Poblacions properes
El següent diagrama mostra les poblacions més properes.

## Demografia

### Població
El 2007 la població de fet de Coucy era de 511 persones. Hi havia 184 famílies de les quals 40 eren unipersonals (12 homes vivint sols i 28 dones vivint soles), 64 parelles sense fills i 80 parelles amb fills.
La població ha evolucionat segons el següent gràfic:
Habitants censats

### Habitatges
El 2007 hi havia 199 habitatges, 185 eren l'habitatge principal de la família, 9 eren segones residències i 5 estaven desocupats. 191 eren cases i 4 eren apartaments. Dels 185 habitatges principals, 165 estaven ocupats pels seus propietaris, 19 estaven llogats i ocupats pels llogaters i 1 estava cedit a títol gratuït; 1 tenia dues cambres, 17 en tenien tres, 54 en tenien quatre i 113 en tenien cinc o més. 84 habitatges disposaven pel capbaix d'una plaça de pàrquing. A 80 habitatges hi havia un automòbil i a 84 n'hi havia dos o més.

### Piràmide de població
La piràmide de població per edats i sexe el 2009 era:
| Homes | Edats   | Dones |
| ----- | ------- | ----- |
| 0     | 95 o +  | 0     |
| 0     | 90 a 94 | 0     |
| 0     | 85 a 89 | 0     |
| 0     | 80 a 84 | 4     |
| 20    | 75 a 79 | 12    |
| 0     | 70 a 74 | 12    |
| 12    | 65 a 69 | 12    |
| 8     | 60 a 64 | 4     |
| 4     | 55 a 59 | 4     |
| 32    | 50 a 54 | 20    |
| 24    | 45 a 49 | 16    |
| 20    | 40 a 44 | 12    |
| 16    | 35 a 39 | 24    |
| 12    | 30 a 34 | 8     |
| 28    | 25 a 29 | 20    |
| 12    | 20 a 24 | 8     |
| 16    | 15 a 19 | 28    |
| 12    | 10 a 14 | 4     |
| 24    | 5 a 9   | 24    |
| 12    | 0 a 4   | 12    |

## Economia
El 2007 la població en edat de treballar era de 322 persones, 227 eren actives i 95 eren inactives. De les 227 persones actives 210 estaven ocupades (120 homes i 90 dones) i 17 estaven aturades (7 homes i 10 dones). De les 95 persones inactives 25 estaven jubilades, 25 estaven estudiant i 45 estaven classificades com a «altres inactius».

### Ingressos
El 2009 a Coucy hi havia 189 unitats fiscals que integraven 535 persones, la mediana anual d'ingressos fiscals per persona era de 14.120 €.

### Activitats econòmiques
Dels 13 establiments que hi havia el 2007, 1 era d'una empresa alimentària, 4 d'empreses de construcció, 3 d'empreses de comerç i reparació d'automòbils, 1 d'una empresa d'hostatgeria i restauració, 2 d'empreses de serveis i 2 d'empreses classificades com a «altres activitats de serveis».
Dels 6 establiments de servei als particulars que hi havia el 2009, 1 era un guixaire pintor, 1 fusteria, 1 electricista, 1 perruqueria, 1 restaurant i 1 saló de bellesa.
L'únic establiment comercial que hi havia el 2009 era una fleca.

## Equipaments sanitaris i escolars
El 2009 hi havia 1 escola maternal integrada dins d'un grup escolar amb les comunes properes formant una escola dispersa i 1 escola elemental integrada dins d'un grup escolar amb les comunes properes formant una escola dispersa.